# Dasygaster facilis
Dasygaster facilis är en fjärilsart som beskrevs av Walker 1857. Dasygaster facilis ingår i släktet Dasygaster och familjen nattflyn. Inga underarter finns listade i Catalogue of Life.